# Rockhal
La Rockhal, ufficialmente Centre de Musiques Amplifiées, è una sala da concerto della città di Esch-sur-Alzette, nel sud del Lussemburgo. Inaugurato il 23 settembre 2005, ha una capacità massima di 6.500 persone e sorge sull'ex sito industriale di Belval, a ovest di Esch-sur-Alzette.

## Storia
La costruzione di una sala da musica in Lussemburgo era già prevista dalla fine degli anni settanta. Nel 1995, si prevedeva che l'installazione della sala da concerto venisse realizzata nella Halle des Soufflantes, sul terreno industriale abbandonato di Belval-Ouest. Alla fine è stato costruito un nuovo edificio a Belval-Ouest.
Nel 2002, il Ministro dei Lavori Pubblici ha presentato alla Camera dei Deputati una nuova proposta di legge sul Centre de Musiques Amplifiées. Esaminato dal Consiglio di Stato e ripresentato alla Camera dei Deputati, il disegno di legge è stato approvato il 20 marzo 2003.
Il 21 luglio 2003, il Fonds Belval ha inaugurato la Rockhal, insieme all'ex Ministra della Cultura Erna Hennicot-Schoepges e da numerosi ospiti. La Rockhal è stato il primo progetto del Fonds Belval nel Belval-Ouest.
Il primo concerto del locale è stato quello dei The Prodigy, una band electro-rock britannica.
Durante la pandemia di COVID-19, la Rockhal è stato trasformato in un centro di assistenza avanzata a partire dal 23 marzo 2020.

## Descrizione
Il Rockhal è composto da quattro parti diverse:
- La sala principale, con una capacità massima di 6.500 posti in piedi o 2.800 posti a sedere su una superficie di 2625 m2;
- Il club, la piccola sala del Rockhal, con una capacità massima di 1.100 posti in piedi su una superficie di 560 m2;
- il “Rockhalcafé”, un bar e ristorante che ospita anche spettacoli minori;
- il Music & Resources Centre, con sei sale prova, uno studio di registrazione, uno studio di danza e un centro di documentazione.